# Planta (powiat suwalski)
Planta – wieś w Polsce położona w województwie podlaskim, w powiecie suwalskim, w gminie Raczki.
| SIMC    | Nazwa      | Rodzaj    |
| ------- | ---------- | --------- |
| 1013358 | Dwór       | część wsi |
| 1013690 | Podwronowo | część wsi |

W latach 1975–1998 miejscowość należała administracyjnie do województwa suwalskiego.